# Rosocha (gromada)
Rosocha (do 28 II 1956 Sacin) – dawna gromada, czyli najmniejsza jednostka podziału terytorialnego Polskiej Rzeczypospolitej Ludowej w latach 1954–1972.
Gromady, z gromadzkimi radami narodowymi (GRN) jako organami władzy najniższego stopnia na wsi, funkcjonowały od reformy reorganizującej administrację wiejską przeprowadzonej jesienią 1954 do momentu ich zniesienia z dniem 1 stycznia 1973, tym samym wypierając organizację gminną w latach 1954–1972.
Gromadę Rosocha siedzibą GRN w Rososze utworzono 29 lutego 1956 w powiecie rawskim w woj. łódzkim w związku z przeniesieniem siedziby gromady Sacin z Sacina do Rosochy i zmianą nazwy jednostki na gromada Rosocha.
Gromadę zniesiono 1 stycznia 1958, a jej obszar włączono do gromad: Lubania (wieś Olszowa Wola Nowa, wieś Olszowa Wola i kolonia Żelazna Mała) i Pobiedna (kolonia Dąbrowa, kolonia Józefów, wieś Rosocha, kolonia Sacin i kolonia Sacinek).